# Helemaal Hollands
Helemaal Hollands is een Nederlandstalig zingend duo bestaand uit Carlo Rijsdijk en Leo Langstraat. Zij zingen naast covers veelal vrolijke liederen die gaan over het dagelijkse leven.
In 1999 besloten Carlo en Leo na twee solocarrières gezamenlijk door te gaan. Na eerst een paar Engelstalige liedjes zijn zij in 2005 overgestapt naar het levenslied onder de naam Helemaal Hollands. In 2006 breken zij definitief door met hun hit Dans klein zigeunermeisje. In 2007 wordt dit vervolgd met Wat een vrouw.
Helemaal Hollands treedt regelmatig op bij de diverse Mega Piraten Festijnen.

## Discografie

### Albums
| Album met eventuele hitnotering(en) in de Nederlandse Album Top 100 | Datum van verschijnen | Datum van binnenkomst | Hoogste positie | Aantal weken | Opmerkingen |
| ------------------------------------------------------------------- | --------------------- | --------------------- | --------------- | ------------ | ----------- |
| Helemaal Hollands.nl                                                | 28-06-2006            | 07-10-2006            | 62              | 3            |             |
| De meezingmedley's                                                  | 23-01-2007            | 10-02-2007            | 71              | 4            |             |
| Tikkie liefde                                                       | 26-05-2008            | 31-05-2008            | 42              | 5            |             |
| Omdat ie zo mooi is                                                 | 28-01-2011            | 05-02-2011            | 10              | 2            |             |

### Singles
| Single met eventuele hitnotering(en) in de Nederlandse Top 40 | Datum van verschijnen | Datum van binnenkomst | Hoogste positie | Aantal weken | Opmerkingen |
| ------------------------------------------------------------- | --------------------- | --------------------- | --------------- | ------------ | --- |
| Kom dans met mij                                              | 24-01-2006            | -                     |                 |              | Nr. 94 in de Single Top 100                                                                                          |
| Dans klein zigeunermeisje                                     | 28-02-2006            | -                     |                 |              | Nr. 27 in de Single Top 100                                                                                          |
| Naar huis toe gaan                                            | 24-07-2006            | -                     |                 |              | Nr. 53 in de Single Top 100                                                                                          |
| Hoog aan de hemel                                             | 13-08-2006            | -                     |                 |              | Nr. 74 in de Single Top 100                                                                                          |
| Een ster vernoemd naar jou                                    | 10-04-2007            | -                     |                 |              | Nr. 29 in de Single Top 100                                                                                          |
| Wat een vrouw                                                 | 25-07-2007            | -                     |                 |              | Nr. 39 in de Single Top 100                                                                                          |
| Da's de liefde                                                | 20-08-2007            | -                     |                 |              | |
| Winter                                                        | 12-11-2007            | -                     |                 |              | Nr. 32 in de Single Top 100                                                                                          |
| De arme muzikant                                              | 21-04-2008            | -                     |                 |              | Nr. 15 in de Single Top 100                                                                                          |
| Tikkie liefde                                                 | 2008                  | -                     |                 |              | Nr. 16 in de Single Top 100                                                                                          |
| De ober van Het Magical Trio                                  | 01-01-2010            | -                     |                 |              | Nr. 10 in de Single Top 100                                                                                          |
| Ben je vergeten                                               | 16-04-2010            | -                     |                 |              | Nr. 7 in de Single Top 100                                                                                           |
| Blij als de zon schijnt                                       | 25-06-2010            | -                     |                 |              | |
| Omdat ie zo mooi is van Trammeland                            | 08-01-2011            | -                     |                 |              | Nr. 26 in de Single Top 100                                                                                          |
| Waar is dat feestje?                                          | 2011                  | -                     |                 |              | Nr. 21 in de Single Top 100                                                                                          |
| Onze kracht                                                   | 2011                  | -                     |                 |              | Als onderdeel van Hollandse Kerst Sterren / Benefietsingle voor "Doe een wens stichting" Nr. 54 in de Single Top 100 |